# MGTOW

1984년 BBC 시리즈 Reggie Yates' Extreme UK 에피소드 "Men at War"에서 보여진 MGTOW 로고

MGTOW(/ˈmɪɡtaʊ/, 믹타우)는 Men Going their Own Way의 줄임말로 안티페미니스트, 온라인 커뮤니티에서 남성이 여성과 페미니즘에 의해 타락했다고 생각하는 사회로부터 자신을 분리하는 것을 지지하는 것이다. 그 커뮤니티는 남성인권 운동, 픽업 아티스트를 포함하는 안티페미니스트 웹사이트 및 온라인 커뮤니티 모음인 남성계의 일부다.
다른 남성계 커뮤니티와 마찬가지로 MGTOW는 대안우파 및 백인 우월주의 운동과 겹치며 여성에 대한 사이버 폭력과 관련이 있다. 남부빈곤법률센터는 MGTOW를 남성 우월주의 이념의 일부로 분류한다.

## 역사
MGTOW 이념이 어디에서 유래했는지는 분명하지 않지만 2000년대 초반에 출현한 것으로 여겨진다. No Ma'am이라는 블로그는 2001년에 "MGTOW 선언문"을 게시한 이념에 기여한 최초의 사이트 중 하나였다. MGTOW의 초기 구성원은 대부분 자유지상주의자였다. MGTOW의 초기 회원과 현재 회원 사이에는 차이가 있으며 일부 초기 회원은 현재의 MGTOW 커뮤니티에 대한 조롱을 표현한다. 온라인 MGTOW 포럼에는 2011년에 생성된 r/MGTOW의 서브레딧, 더 작은 보조 서브레딧 및 2014년에 등장한 독립 웹사이트인 MGTOW 포럼이 포함되었다. 레딧의 2017년 대규모 인셀 서브레딧 금지 이후 r/MGTOW는 사이트에서 가장 크고 가장 활동적인 남성계 포럼이였다.
MGTOW 및 기타 남성계 커뮤니티는 2015년경에 두각을 나타낸 대안우파와 같은 전 세계 다양한 백인 우월주의자, 권위주의자 및 포퓰리스트와 겹친다. MGTOW와 대안우파 둘 다 페미니즘이 서구 사회를 파괴했다고 생각한다. 극우 평론가이자 논객인 마일로 야노풀로스는 2014년에 브라이트바트 뉴스 기사 "The Sexodus"를 통해 페미니즘 때문에 여성, 사랑, 성관계, 결혼을 피하는 남성을 묘사함으로서 MGTOW 대중화를 도운 공로를 인정받았다.
연구원들은 MGTOW 커뮤니티가 여성에 대한 온라인 괴롭힘에 연루되어 있음을 보여주었다. 2020년 1월, 컴퓨터 과학자 그룹은 《The Evolution of the Manosphere Across the Web》이라는 제목의 논문을 발표했다. 이 논문은 MIT 테크놀로지 리뷰에서 "온라인 인셀 운동을 부채질하는 여성혐오적 그룹에 대한 가장 완전한 그림"으로, Der Spiegel에서는 "온라인 남성계를 분석하기 위한 가장 포괄적인 시도"로 묘사되었다. 게시 직후 레딧은 r/MGTOW를 검열했다. 이 제한은 플랫폼이 "보통의 레디터에게 극도로 공격적이거나 화나게 하는" 것으로 판단된 서브레딧에 적용하는 사항으로 광고 수익을 얻지 못하게 하고 방문자가 잠재적으로 공격적인 콘텐츠를 보는 데 동의하도록 요구되고 있다. r/MGTOW는 폭력 및 증오 조장에 대한 사이트 정책을 위반하여 2021년 8월에 금지되었다.
2022년 10월 6일, 글로벌 뉴스는 2018년 3월부터 팀이 관리하는 캐나다의 야당 지도자 피에르 포일리에브르의 유튜브 채널에 업로드한 동영상에 "#mgtow"라는 숨겨진 태그가 있다고 보도했다. 포일리에브르는 MGTOW에 대한 질문을 받았을 때 "나는 이 조직을 규탄한다"라고 말했고 "이 편에서 우리는 모든 여성혐오와 모든 극단주의 행위를 거부하며, 그것이 우리가 항상 여기에서 행동하는 방식"이라고 말했다.

## 구성원
MGTOW 커뮤니티의 구성원은 주로 북아메리카와 유럽 출신의 이성애자, 백인, 중산층 남성이다. 다른 남성계 그룹과 달리 MGTOW는 전적으로 남성이다. MGTOW는 종종 계층 구조를 거부하고 리더가 없다고 주장한다. 일부는 MGTOW가 그룹 또는 운동이라는 것을 부인하고 대신 집단 내에서 각 구성원의 개성과 독립성을 강조한다. 연구원 칼럼 존스와 동료들은 《New Media & Society》에서 "MGTOW 추종자의 정확한 수는 불분명하지만 남성계 내에서 인기 있고 성장하는 그룹인 것으로 보인다. 서브레딧 r/MGTOW는 2018년 초 54,000명의 회원에서 2019년 초에 104,000명의 회원이 있었고 하나의 MGTOW 포럼에 32,859명의 회원이 등록되어 있다."라고 작성했다. 작가 도나 저커버그는 2018년 저서 《Not All Dead White Men》에서 MGTOW를 남성 인권 운동 및 유혹(픽업 아티스트) 커뮤니티보다 작고 MGTOW 포럼에는 25,000명 이상의 구독자가 있고 r/MGTOW에는 35,000명 이상이 있다고 묘사했다.

## 이념
MGTOW 이념의 중심에는 남성 분리주의 개념과 사회가 페미니즘에 의해 타락했다는 믿음이 있다. MGTOW 그룹은 페미니즘이 여성을 남성에게 위험하게 만들고 남성의 자기 보존을 위해서는 여성과 완전히 분리되어야 한다고 생각하는 여성혐오자이자 안티페미니스트이다. 그들은 성 역할에 대한 이중잣대와 가정법원에서 남성에 대한 편견을 포함하여 남성에 대한 조직적인 여성 중심적인 편견이 있다고 생각한다. MGTOW 그룹은 젊고 매력적인 여성이 성적으로 문란하고 "하이퍼가미"에 참여하고 높은 가치의 남자가 흥미를 보이면 수 많은 남성과 관계를 가지고 남성을 버린다고 하는 데이트와 결혼에서 비슷한 패턴을 따른다는 다른 남성계 그룹 사이에 공통된 믿음을 공유한다. 그들은 여성들이 매력적이지만 학대하는 "알파 남성"에게 끌린다고 믿으며 페미니즘의 이념를 강화한다. MGTOW에 따르면, 여성은 나이가 들면서 재정적으로 그들을 부양하지만 성관계를 거부하는 "베타 남성"과 함께 정착하며, 때로는 더 매력적인 남성과 혼외 성관계를 갖기도 한다. 이러한 관계는 궁극적으로 이혼으로 이어지며 MGTOW가 여성 특권이라고 부르는 것때문에 여성이 법원의 호의를 받게 된다.
모내시 대학교의 스콧 라이트와 동료들은 "MGTOW는 트위터에서 광범위하고 폭넓은 수동적 또는 간접적 괴롭힘과 여성혐오를 전파한다."라고 썼다. 국제 대테러 센터(International Center for Counter-Terrorism)와 함께 출판하는 남성 우월주의 연구소(Institute for Research on Male Supremacism)의 동료들은 MGTOW 회원들이 "공개적으로 여성을 경멸하고 온라인 괴롭힘을 통해 여성을 정상화한다"고 말했다. 남부빈곤법률센터는 MGTOW를 남성 우월주의 이념의 일부로 분류한다.
MGTOW 커뮤니티의 남성들은 영화 《매트릭스》에서 빌린 빨간 약과 파란 약 은유를 포함하여 더 넓은 남성계에서 공유하는 용어를 사용한다. 사회가 근본적으로 남성혐오적이고 페미니스트의 가치에 의해 지배된다는 가정된 현실에 대한 페미니스트 "망상"에서 깨어난 사람들은 "빨간 약을 먹었다"라고 한다. 그 이념을 받아들이지 않는 사람들을 "파란 약"이라고 한다.
MGTOW 커뮤니티의 구성원은 일련의 네 가지 단계에서 이념에 대한 참여를 추적한다. 첫 번째 단계에서 남성은 여성이 자신을 이용하고 조종한다고 믿지만("상황 인식" 또는 "빨간 약"이라고 함) 여전히 결혼의 가치를 믿는다. 때때로 "보라색 알약"으로 묘사된다. 두 번째 단계에서 남성은 장기적인 관계, 동거 및 결혼을 거부하지만 여전히 단기 관계 및 성적 만남에 참여한다. 세 번째 단계에서 남성은 단기 관계를 거부하고 여성과의 상호 작용을 제한한다. 네 번째 단계에서 남성은 고용을 포함하여 국가 및 사회와의 관계를 최소화한다.

## 다른 남성계 그룹과의 관계
MGTOW 커뮤니티는 남성성, 여성에 대한 적대감, 페미니즘에 대한 강력한 반대, 과장된 여성혐오를 조장하는 이질적인 웹사이트, 블로그 및 온라인 포럼 그룹인 남성계의 일부다. MGTOW 외에도 남성인권 운동, 인셀, 픽업 아티스트 그리고 아버지인권 운동 등도 남성계를 이루고 있다.

### 남성인권 운동
일부는 MGTOW를 남성인권 운동의 일부로 간주하지만 다른 사람들은 MGTOW의 분리주의 이념을 사회 변화를 주도하기 위해 행동주의에 참여하는 남성인권 운동과 구별한다고 말했다. 도나 저커버그에 따르면 초기 MGTOW 그룹은 주로 자유지상주의자였으며 "큰 정부"에 반대했다. 이로 인해 특히 양육권 및 이혼법과 관련하여 정부적인 변화를 위해 로비하려는 남성인권 운동과 균열이 생겼다.

### 픽업 아티스트
MGTOW 커뮤니티는 여성에 대한 서로 다른 의견으로 인해 PUA(픽업 아티스트)를 경멸한다. MGTOW가 여성과 완전히 분리되는 데 초점을 맞추는 반면, 픽업 아티스트는 여성과 성관계를 하는 기술 개발에 중점을 둔다. PUA 커뮤니티는 MGTOW를 "자신의 길을 가는 처녀"라고 조롱했다. MGTOW 커뮤니티는 PUA를 여성의 승인에 전적으로 의존하는 것으로 비웃고, PUA는 여성과의 성적 성공에 많은 가치를 부여하기 때문에 PUA 커뮤니티는 여성 중심 사회에서 여성을 과대평가하는 데 기여한다고 말한다.

## 참고 문헌
- Basu, Tanya (2020년 2월 7일). “The 'manosphere' is getting more toxic as angry men join the incels”. 《MIT Technology Review》.
- 〈Men at War〉. 《Reggie Yates' Extreme UK》. 시즌 1. 제2 회. 2016년 1월 12일.  22 분. BBC. BBC Three.
- Boutilier, Alex (2022년 10월 6일). “Pierre Poilievre's YouTube channel included hidden misogynistic tag to promote videos”. 《Global News》. 2022년 10월 6일에 확인함.
- Ging, Debbie (2019). “Alphas, Betas, and Incels: Theorizing the Masculinities of the Manosphere”. 《Men and Masculinities》 22 (4): 638–657. doi:10.1177/1097184X17706401. ISSN 1097-184X. S2CID 149239953.
- Chemaly, Soraya (2019). 〈Foreword〉 (PDF).   Ging, Debbie; Siapera, Eugenia. 《Gender Hate Online: Understanding the New Anti-Feminism》. Cham, Switzerland: Palgrave Macmillan. doi:10.1007/978-3-319-96226-9. ISBN 978-3-319-96226-9. OCLC 1108619233.
- Hodapp, Christa (2017). 《Men's Rights, Gender, and Social Media》. Lanham, Md.: Lexington Books. ISBN 978-1-49-852617-3.
- Janik, Rachel (2018년 4월 24일). “"I laugh at the death of normies": How incels are celebrating the Toronto mass killing”. 《Hatewatch》. Southern Poverty Law Center.
- Jasser, Greta; Kelly, Megan; Rothermel, Ann-Kathrin (2020년 5월 20일). “Male supremacism and the Hanau terrorist attack: between online misogyny and far-right violence”. 《International Centre for Counter-Terrorism Journal》 (International Centre for Counter-Terrorism). 2020년 9월 4일에 원본 문서에서 보존된 문서. 2023년 3월 17일에 확인함.
- Jones, Callum; Trott, Verity; Wright, Scott (2020). “Sluts and soyboys: MGTOW and the production of misogynistic online harassment”. 《New Media & Society》 22 (10): 1903–1921. doi:10.1177/1461444819887141. ISSN 1461-4448. S2CID 210530415.
- Lin, Jie Liang (2017). 〈Antifeminism Online: MGTOW (Men Going Their Own Way)〉.   Frömming, Urte Undine; Köhn, Steffen; Fox, Samantha; Terry, Mike. 《Digital Environments: Ethnographic Perspectives Across Global Online and Offline Spaces》. Edition Medienwissenschaft. Transcript Verlag. 77–96쪽. ISBN 978-3-8376-3497-6. JSTOR j.ctv1xxrxw.9. MGTOW comprises  [sic] of mostly straight, white, middle-class men from North America and Europe. Unlike other antifeminist groups, MGTOW espouse the abandonment of women and a Western society that has been corrupted by feminism.
- Lumsden, Karen (2019). 〈'I Want to Kill You in Front of Your Children' Is Not a Threat. It's an Expression of a Desire': Discourses of Online Abuse, Trolling, and Violence on r/MensRights〉.   Lumsden, Karen; Harmer, Emily. 《Online Othering: Exploring Digital Violence and Discrimination on the Web》. Cham, Switzerland: Palgrave Macmillan. 91–115쪽. ISBN 978-3-03-012632-2.
- Marwick, Alice; Lewis, Rebecca (2017년 5월 15일). Media Manipulation and Disinformation Online (보고서). New York: Data & Society Research Institute. 2020년 6월 13일에 확인함.
- Nagle, Angela (2017). 《Kill All Normies: Online Culture Wars From 4Chan And Tumblr To Trump And The Alt-Right》. Alresford, England: Zero Books. ISBN 978-1-78535-543-1.
- Ribeiro, Manoel Horta; Blackburn, Jeremy; Bradlyn, Barry;  외. (2020년 1월 21일). “The Evolution of the Manosphere Across the Web”. arXiv:2001.07600v2 [cs.CY].
- Raycraft, Richard (2022년 10월 6일). “Poilievre faces calls to apologize, explain misogynist YouTube tags”. 《CBC News》. 2022년 10월 6일에 확인함.
- Baumgärtner, Maik; Höfner, Roman; Müller, Ann-Katrin; Rosenbach, Marcel; Spiegel, Der (2021년 3월 10일). “Hatred Against Women: The Dark World of Extremist Misogyny”. 《Der Spiegel》. 2021년 3월 25일에 확인함.
- Schmitz, Rachel M.; Kazyak, Emily (2016).  Robinson, Christine M.; Spivey, Sue, 편집. “Masculinities in Cyberspace: An Analysis of Portrayals of Manhood in Men's Rights Activist Websites”. 《Social Sciences》 5 (2): 18. doi:10.3390/socsci5020018.
- Thalen, Mikael (2021년 8월 3일). “Reddit bans notorious anti-feminist subreddit 'Men Going Their Own Way'”. 《The Daily Dot》. 2021년 8월 4일에 확인함.
- Van Valkenburgh, Shawn P. (2018년 12월 4일). “Digesting the Red Pill: Masculinity and Neoliberalism in the Manosphere”. 《Men and Masculinities》 24: 84–103. doi:10.1177/1097184X18816118. ISSN 1097-184X. S2CID 233999876.
- Winter, Aaron (2019). 〈Online Hate: From the Far-Right to the 'Alt-Right' and from the Margins to the Mainstream〉.   Lumsden, Karen; Harmer, Emily. 《Online Othering: Exploring Digital Violence and Discrimination on the Web》. Cham, Switzerland: Palgrave Macmillan. 39–64쪽. ISBN 978-3-03-012632-2.
- Wright, Scott; Trott, Verity; Jones, Callum (2020). “'The pussy ain't worth it, bro': assessing the discourse and structure of MGTOW”. 《Information, Communication & Society》 23 (6): 908–925. doi:10.1080/1369118X.2020.1751867. ISSN 1369-118X. S2CID 219023052. MGTOWs also contribute to the propagation of online harassment. Their contribution to a 'digital culture of misogyny' [...] combined with their rapid growth as other Manosphere groups face sanctions, positions them as an influential group within the Manosphere
- “Add tags to your YouTube video”. 《YouTube》. YouTube Help. 2022년 10월 6일에 확인함.
- Zuckerberg, Donna (2018). 《Not All Dead White Men: Classics and Misogyny in the Digital Age》. Cambridge, Mass.: Harvard University Press. ISBN 978-0-674-98982-5. OCLC 1020311558.